# 李初
李初，江西吉安府廬陵縣人，明朝政治人物、進士出身。

## 生平
洪武四年（1371年）辛亥科會試四十四名，登進士三甲，授西安府武功縣縣丞。